# Echinopsis kladiwaiana
Echinopsis kladiwaiana là một loài thực vật có hoa trong họ Cactaceae. Loài này được Rausch mô tả khoa học đầu tiên năm 1972.